# Aleksandar Šćekić
Aleksandar Šćekić (Kirin Serbia: Александар Шћекић, phát âm [aleksǎːndar ʃtɕêkitɕ, alěksaːn-]; sinh ngày 12 tháng 12 năm 1991) là một cầu thủ bóng đá Montenegro thi đấu cho đội bóng Serbia Partizan.

## Sự nghiệp
Sinh ra ở Berane, Montenegro, khi vẫn còn là một phần của Nam Tư, Aleksandar Šćekić thi đấu cho Berane. Vào mùa hè 2010, anh được cho mượn đến FK Lovćen và vào mùa hè 2012, anh được cho mượn đến Jedinstvo Bijelo Polje
Ngày 14 tháng 6 năm 2016, Šćekić kí bản hợp đồng có thời hạn 3 năm với câu lạc bộ Thổ Nhĩ Kỳ Gençlerbirliği S.K..

## Sự nghiệp quốc tế
Šćekić ra mắt Đội tuyển bóng đá quốc gia Montenegro ngày 24 tháng 3 năm 2016 trong trận giao hữu với Hy Lạp.